# Regierung Bruton
Die Regierung Bruton war die 24. Regierung der Republik Irland, sie amtierte vom 15. Dezember 1994 bis zum 26. Juni 1997.
Nach der Parlamentswahl am 25. November 1992 bildeten Fianna Fáil (FF) und Labour Party (ILP) eine Koalition, Taoiseach (Ministerpräsident) wurde Albert Reynolds (FF). Am 17. November 1994 verließ Labour die Regierung. Fine Gael (FG), Labour und Democratic Left (DL) bildeten eine neue Regierung. John Bruton, der Vorsitzende von Fine Gael, wurde am 15. Dezember 1994 von Parlament mit 85 zu 74 Stimmen zum neuen Taoiseach gewählt. Die Minister wurden in derselben Sitzung gewählt und anschließend von der Staatspräsidentin ernannt. Die Staatsminister wurden am 20. Dezember ernannt. Bei den Parlamentswahlen am 6. Juni 1997 verloren die bisherigen Regierungsparteien ihre Mehrheit und kamen nur noch auf 75 der 166 Sitze. Neuer Regierungschef wurde Bertie Ahern (FF), der eine Minderheitsregierung aus Fianna Fáil und Progressive Democrats (PD), die gemeinsam über 82 der 166 Mandate verfügten.

## Zusammensetzung
| Minister                                                                 | Minister                    | Minister | Minister          | Minister | Minister          |
| Amt                                                                      | Name                        | Partei   | Amtszeit          | Amtszeit | Amtszeit          |
| ------------------------------------------------------------------------ | --------------------------- | -------- | ----------------- | -------- | ----------------- |
| Taoiseach (Ministerpräsident)                                            | John Bruton                 | FG       | 15. Dezember 1994 | –        | 26. Juni 1997     |
| Tánaiste (Vizeministerpräsident) Außenminister                           | Dick Spring                 | ILP      | 15. Dezember 1994 | –        | 26. Juni 1997     |
| Finanzminister                                                           | Ruairi Quinn                | ILP      | 15. Dezember 1994 | –        | 26. Juni 1997     |
| Gesundheitsminister                                                      | Michael Noonan              | FG       | 15. Dezember 1994 | –        | 26. Juni 1997     |
| Minister für Verkehr, Energie und Kommunikation                          | Michael Lowry               | FG       | 15. Dezember 1994 | –        | 30. November 1996 |
| Minister für Verkehr, Energie und Kommunikation                          | John Bruton (kommissarisch) | FG       | 30. November 1996 | –        | 03. Dezember 1996 |
| Minister für Verkehr, Energie und Kommunikation                          | Alan Dukes                  | FG       | 3. Dezember 1996  | –        | 26. Juni 1997     |
| Minister für Gleichstellung und Rechtsreform                             | Mervyn Taylor               | ILP      | 15. Dezember 1994 | –        | 26. Juni 1997     |
| Minister für Kunst, Kultur und die Gaeltacht                             | Michael D. Higgins          | ILP      | 15. Dezember 1994 | –        | 26. Juni 1997     |
| Umweltminister                                                           | Brendan Howlin              | ILP      | 15. Dezember 1994 | –        | 26. Juni 1997     |
| Bildungsministerin                                                       | Niamh Bhreathnach           | ILP      | 15. Dezember 1994 | –        | 26. Juni 1997     |
| Justizministerin                                                         | Nora Owen                   | FG       | 15. Dezember 1994 | –        | 26. Juni 1997     |
| Sozialminister                                                           | Proinsias De Rossa          | DL       | 15. Dezember 1994 | –        | 26. Juni 1997     |
| Minister für Tourismus und Handel                                        | Enda Kenny                  | FG       | 15. Dezember 1994 | –        | 26. Juni 1997     |
| Minister für Unternehmen und Beschäftigung                               | Richard Bruton              | FG       | 15. Dezember 1994 | –        | 26. Juni 1997     |
| Minister für Landwirtschaft, Ernährung und Forsten                       | Ivan Yates                  | FG       | 15. Dezember 1994 | –        | 26. Juni 1997     |
| Verteidigungsminister Minister für Meeresangelegenheiten                 | Hugh Coveney                | FG       | 15. Dezember 1994 | –        | 23. Mai 1995      |
| Verteidigungsminister Minister für Meeresangelegenheiten                 | Seán Barrett                | FG       | 23. Mai 1995      | –        | 26. Juni 1997     |
| Staatsminister                                                           |                             |          |                   |          |                   |
| Amt                                                                      | Name                        | Partei   | Amtszeit          | Amtszeit | Amtszeit          |
| Staatsminister/-in beim Taoiseach                                        | Seán Barrett                | FG       | 15. Dezember 1994 | –        | 23. Mai 1995      |
| Staatsminister/-in beim Taoiseach                                        | Jim Higgins                 | FG       | 24. Mai 1995      | –        | 26. Juni 1997     |
| Staatsminister/-in beim Taoiseach                                        | Gay Mitchell                | FG       | 20. Dezember 1994 | –        | 26. Juni 1997     |
| Staatsminister/-in beim Taoiseach                                        | Avril Doyle                 | FG       | 27. Januar 1995   | –        | 26. Juni 1997     |
| Staatsminister/-in beim Taoiseach                                        | Donal Carey                 | FG       | 27. Januar 1995   | –        | 26. Juni 1997     |
| Staatsministerin beim Tánaiste                                           | Eithne FitzGerald           | ILP      | 20. Dezember 1994 | –        | 26. Juni 1997     |
| Staatsminister im Verteidigungsministerium                               | Seán Barrett                | FG       | 15. Dezember 1994 | –        | 23. Mai 1995      |
| Staatsminister im Verteidigungsministerium                               | Jim Higgins                 | FG       | 24. Mai 1995      | –        | 26. Juni 1997     |
| Staatsminister/-in im Finanzministerium                                  | Phil Hogan                  | FG       | 20. Dezember 1994 | –        | 09. Februar 1995  |
| Staatsminister/-in im Finanzministerium                                  | Jim Higgins                 | FG       | 10. Februar 1995  | –        | 23. Mai 1995      |
| Staatsminister/-in im Finanzministerium                                  | Hugh Coveney                | FG       | 24. Mai 1995      | –        | 26. Juni 1997     |
| Staatsminister/-in im Finanzministerium                                  | Avril Doyle                 | FG       | 27. Januar 1995   | –        | 26. Juni 1997     |
| Staatsminister für die Regierung                                         | Pat Rabbitte                | DL       | 15. Dezember 1994 | –        | 26. Juni 1997     |
| Staatsminister/-in im Ministerium für Unternehmen und Beschäftigung      | Pat Rabbitte                | DL       | 15. Dezember 1994 | –        | 26. Juni 1997     |
| Staatsminister/-in im Ministerium für Unternehmen und Beschäftigung      | Eithne FitzGerald           | ILP      | 27. Januar 1995   | –        | 26. Juni 1997     |
| Staatsminister/-in im Ministerium für Verkehr, Energie und Kommunikation | Emmet Stagg                 | ILP      | 20. Dezember 1994 | –        | 26. Juni 1997     |
| Staatsminister/-in im Ministerium für Verkehr, Energie und Kommunikation | Avril Doyle                 | FG       | 27. Januar 1995   | –        | 26. Juni 1997     |
| Staatsminister im Gesundheitsministerium                                 | Brian O’Shea                | ILP      | 20. Dezember 1994 | –        | 26. Juni 1997     |
| Staatsminister im Gesundheitsministerium                                 | Austin Currie               | FG       | 20. Dezember 1994 | –        | 26. Juni 1997     |
| Staatsminister im Justizministerium                                      | Austin Currie               | FG       | 20. Dezember 1994 | –        | 26. Juni 1997     |
| Staatsminister im Bildungsministerium                                    | Austin Currie               | FG       | 20. Dezember 1994 | –        | 26. Juni 1997     |
| Staatsminister im Bildungsministerium                                    | Bernard Allen               | FG       | 20. Dezember 1994 | –        | 26. Juni 1997     |
| Staatsminister/-in im Umweltministerium                                  | Bernard Allen               | FG       | 20. Dezember 1994 | –        | 26. Juni 1997     |
| Staatsminister/-in im Umweltministerium                                  | Liz McManus                 | DL       | 20. Dezember 1994 | –        | 26. Juni 1997     |
| Staatsminister/-in im Außenministerium                                   | Joan Burton                 | ILP      | 20. Dezember 1994 | –        | 26. Juni 1997     |
| Staatsminister/-in im Außenministerium                                   | Gay Mitchell                | FG       | 20. Dezember 1994 | –        | 26. Juni 1997     |
| Staatsminister/-in im Ministerium für Tourismus und Handel               | Toddy O’Sullivan            | ILP      | 20. Dezember 1994 | –        | 26. Juni 1997     |
| Staatsminister/-in im Ministerium für Tourismus und Handel               | Avril Doyle                 | FG       | 27. Januar 1995   | –        | 26. Juni 1997     |
| Staatsminister im Sozialministerium                                      | Bernard Durkan              | FG       | 20. Dezember 1994 | –        | 26. Juni 1997     |
| Staatsminister im Ministerium für Landwirtschaft, Ernährung und Forsten  | Jimmy Deenihan              | FG       | 20. Dezember 1994 | –        | 26. Juni 1997     |
| Staatsminister im Ministerium für Meeresangelegenheiten                  | Eamon Gilmore               | DL       | 20. Dezember 1994 | –        | 26. Juni 1997     |
| Staatsminister im Ministerium für Kunst, Kultur und die Gaeltacht        | Donal Carey                 | FG       | 27. Januar 1995   | –        | 26. Juni 1997     |

## Umbesetzungen und Umbenennungen
Am 27. Januar 1995 wurden zwei weitere Staatsminister ernannt: Donal Carey und Avril Doyle.
Der Staatsminister im Finanzministerium Phil Hogan trat am 9. Februar 1995 zurück. Neuer Staatsminister wurde Jim Higgins.
Am 23. Mai 1995 trat der Minister für Verteidigung und Meeresangelegenheiten Hugh Coveney zurück und wurde zum Staatsminister im Finanzministerium ernannt. Ihm folgte der Staatsminister im Verteidigungsministerium Seán Barrett. Staatsminister Jim Higgins wechselte vom Finanz- ins Verteidigungsministerium.
Der Minister für Verkehr, Energie und Kommunikation Michael Lowry trat am 30. November 1996 zurück, Regierungschef Bruton übernahm kommissarisch die Leitung des Ministeriums. Alan Dukes wurde am 3. Dezember neuer Minister.